# Willem Diemer (1922-1994)
Willem Diemer (31 maart 1922 – 5 juli 1994) was neerlandicus, romancier, literatuurcriticus en uitgever. Hij was een zoon van de wethouder van de toenmalige gemeente Onstwedde Willem Diemer (1891-1953).

## Leven en werk
Diemer was na zijn opleiding werkzaam als leraar Nederlands in Enschede. Diemer ijverde voor diverse Oost-Nederlandse projecten, waaronder een regionale omroep. Hij was aanvankelijk een uitgesproken tegenstander van de Nedersaksische gedachte, maar in de loop van de jaren vijftig wijzigde zijn standpunt en werd hij een pleitbezorger van een "Nedersaksische renaissance" en van de oprichting van een "Nedersaksische academie".
In de jaren zestig richtte hij Uitgeverij Stabo/Allround op, die vanaf 1985 verderging onder de naam Uitgeverij Servo. Hij schreef onder meer Mijn herinneringen aan Gerrit Achterberg, in 1985 verschenen (in een oplage van 1000 exemplaren). Ook schreef hij Berlijnse brieven 1943: de geschiedenis van verzet in Groningen (Groningen, 1983) en Knoal, literair leven in Stadskanaal en Musselkanaal na 1945. Als uitgever gaf hij de biografie A. Marja, dichter en practical joker (1917-1964) van de hand van Wim Hazeu uit.
- International Standard Name Identifier: 0000 0000 2331 4708
- Library of Congress Control Number: n84107149
- Nederlandse Thesaurus van Auteursnamen: 068476914
- Système universitaire de documentation: 120144409
- Virtual International Authority File: 242453453
- WorldCat: E39PBJxcTck7tKBRrj78ddmyBP